# بياض (حيوانات)

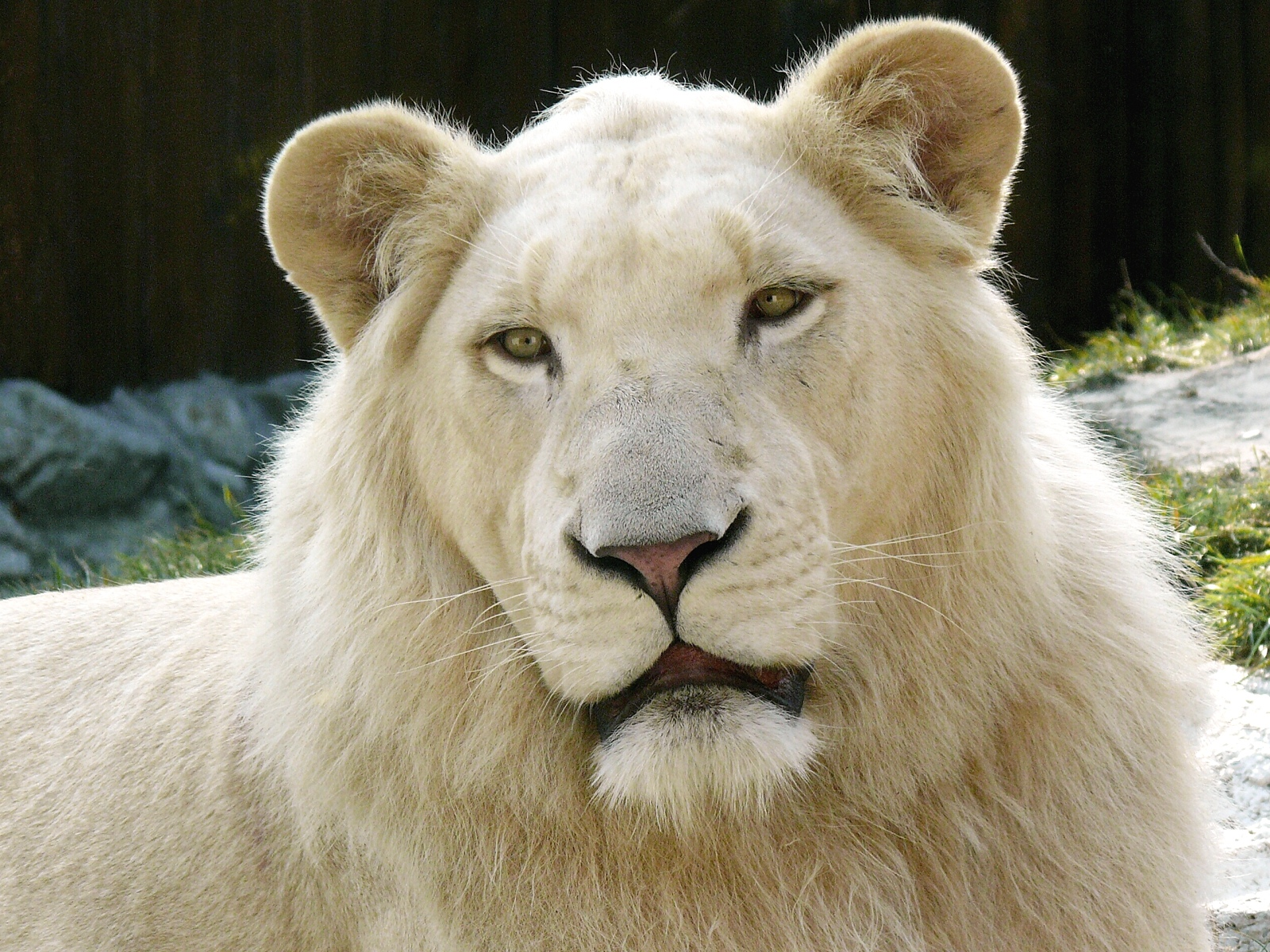
في الأسود البيضاء، لاحظ أن العيون والشفاه لونها طبيعي.

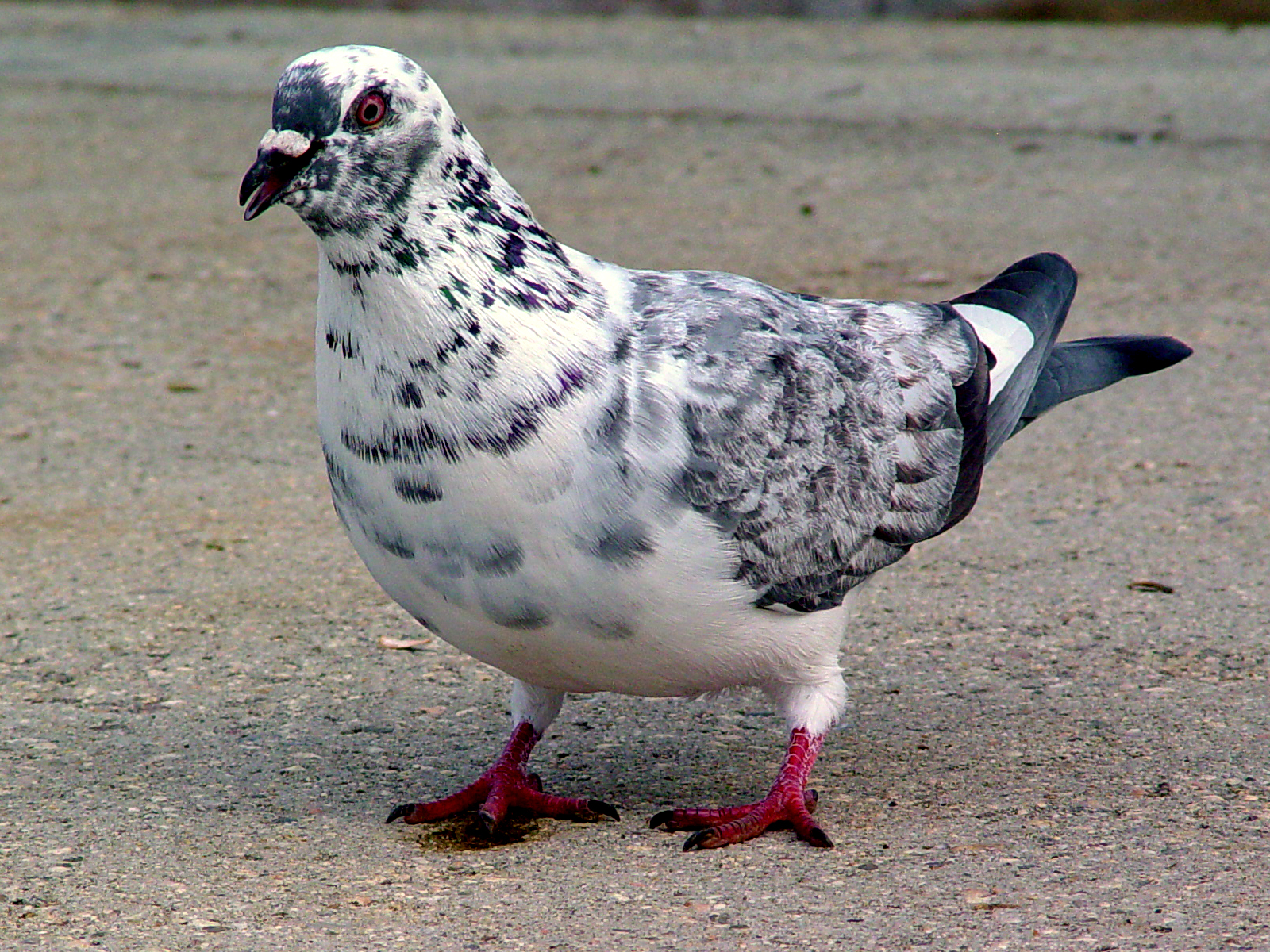
حمامة طورانية، كلا العينين والساقين لا تزالان باللون الطبيعي.

البياض أو الابيضاض (بالإنجليزية: Leucism أو Leucismus)‏ هي حالة يحدث فيها فقدان جزئي للتصبغ في الحيوان، مما يسبب تلونًا أبيض أو شاحبًا أو غير مكتمل للجلد أو الشعر أو الريش أو القشور، ولكن ليس العينين. على عكس المهق، يمكن أن يسبب انخفاضًا في أنواع متعددة من الصبغات، وليس فقط الميلانين.

## شرح
البياض هو مصطلح عام للنمط الظاهري الذي ينتج عن العيوب في تمايز الخلايا الصبغية و / أو الهجرة من القمة العصبية إلى الجلد أو الشعر أو الريش أثناء التطور. وينتج عن ذلك إما أن يكون السطح بأكمله (إذا فشلت جميع الخلايا الصبغية في النمو) أو وجود بقع على سطح الجسم (إذا كانت المجموعة الفرعية معيبة فقط) بسبب انه لديها نقص في الخلايا التي يمكن تنتج الصباغ.
نظرًا لأن جميع أنواع الخلايا الصبغية تختلف عن نفس النوع من الخلايا السليفة، يمكن أن تتسبب البياض في انخفاض جميع أنواع الأصباغ. هذا على النقيض من المهق. المهق يؤدي إلى تقليل إنتاج الميلانين فقط، على الرغم من أن الخلايا الصباغية (أو الميلانوفور) لا تزال موجودة. وهكذا في الأنواع التي تحتوي على أنواع أخرى من الخلايا الصبغية، على سبيل المثال حامل الصباغ، فإن المهق ليس أبيض بالكامل، بل يعرض لونًا أصفر باهتًا.
الأكثر شيوعًا من الغياب الكامل للخلايا الصبغية هو نقص تصبغ موضعي أو غير مكتمل، مما يؤدي إلى ظهور بقع بيضاء غير منتظمة على حيوان لديه ألوان ونقوش طبيعية. يُعرف هذا البياض الجزئي بتأثير الأبقع (بالإنجليزية: Piebald effect)‏. ويمكن أن تختلف نسبة البشرة البيضاء إلى البشرة الطبيعية اختلافًا كبيرًا ليس فقط بين الأجيال، ولكن بين ذرية مختلفة من نفس الوالدين، وحتى بين أعضاء نفس العائلة. هذا ملحوظ في الخيول والأبقار والقطط والكلاب والغراب الحضري  وأصلة الكرة  ولكنه موجود أيضًا في العديد من الأنواع الأخرى.
هناك فرق آخر بين المهق والبياض في لون العين. بسبب نقص إنتاج الميلانين في كل من ظهارة الشبكية المصبوغة (RPE) والقزحية، فإن المصابين بالمهق لديهم عيون حمراء عادة بسبب الأوعية الدموية الأساسية الظاهرة. في المقابل، معظم الحيوانات اللوسينية لها عيون ملونة عادة. هذا لأن الخلايا الصباغية في RPE لا تستمد من القمة العصبية. بدلاً من ذلك، فإن إخراج الأنبوب العصبي من الكيس يولد القديح البصري الذي يشكل بدوره شبكية العين. نظرًا لأن هذه الخلايا من أصل نمائي مستقل، فإنها لا تتأثر عادةً بالسبب الوراثي لسرطان الدم.
تتضمن الجينات التي يمكن أن تتسبب في الإصابة بسرطان الدم، عند تحورها، c-kit و  mitf  و EDNRB.

## علم أصول الكلمات
يتم اشتقاق المصطلحين leucistic و leucism من المصطلحات الطبية (leuc- + -ism). الجذعية leuc- هو المفردة اللاتينية البديلة من leuk- من اليونانية leukos التي تعني «أبيض».

## أمثلة في الطبيعة
- القنفذ الأوروبي
- دب الكيرمود
- الجاموس الابيض
- الزرافة البيضاء
- الأيل الأبيض
- الزرافات اللوسية في كينيا (14 ديسمبر 2017) [10]
- الأيل الأبيض
- الموظ [11]

## أمثلة في الخيال والأساطير
- موبي ديك
- الأيل الأبيض
- كيمبا الأسد الأبيض
- والد الكبرياء
- كونغ فو باندا 2

## صور

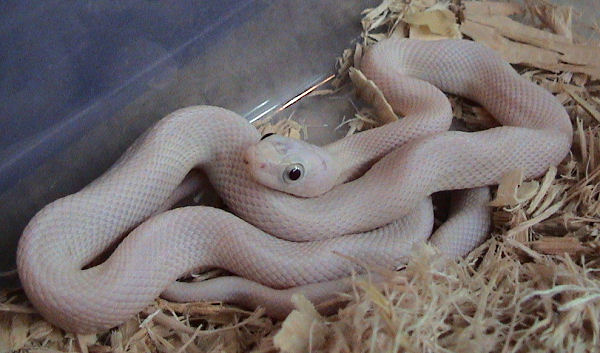
ثعبان الجرذان الغربية مصاب بالبياض
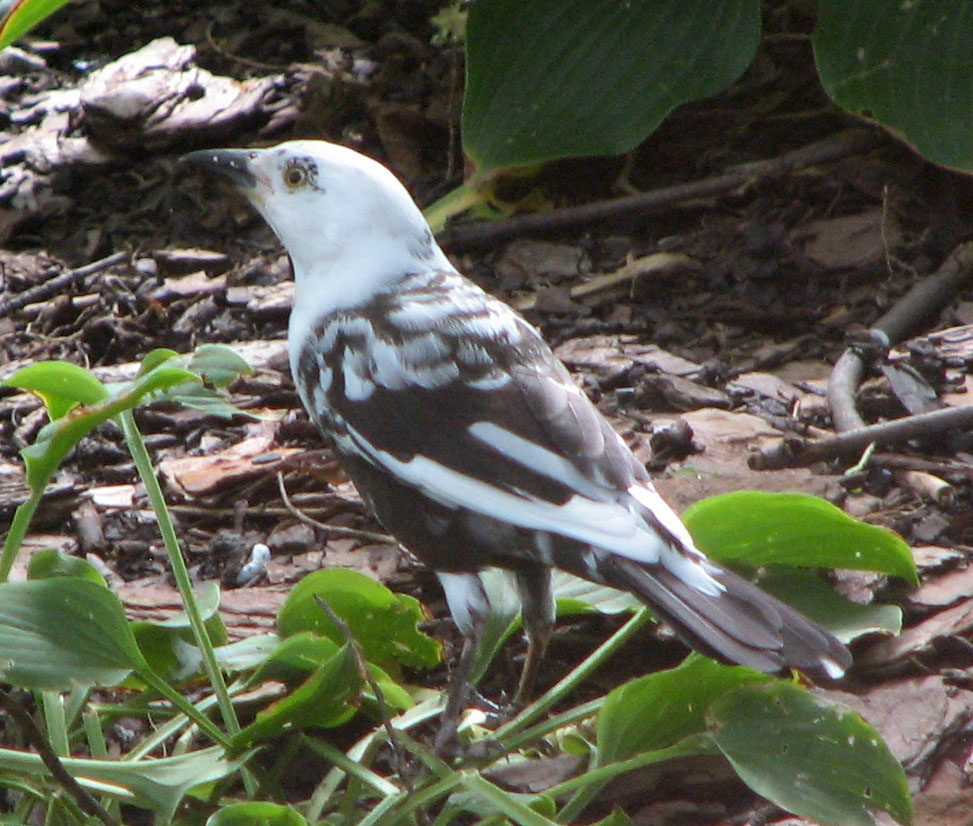
سوادية مألوفة مصابة بالبياض
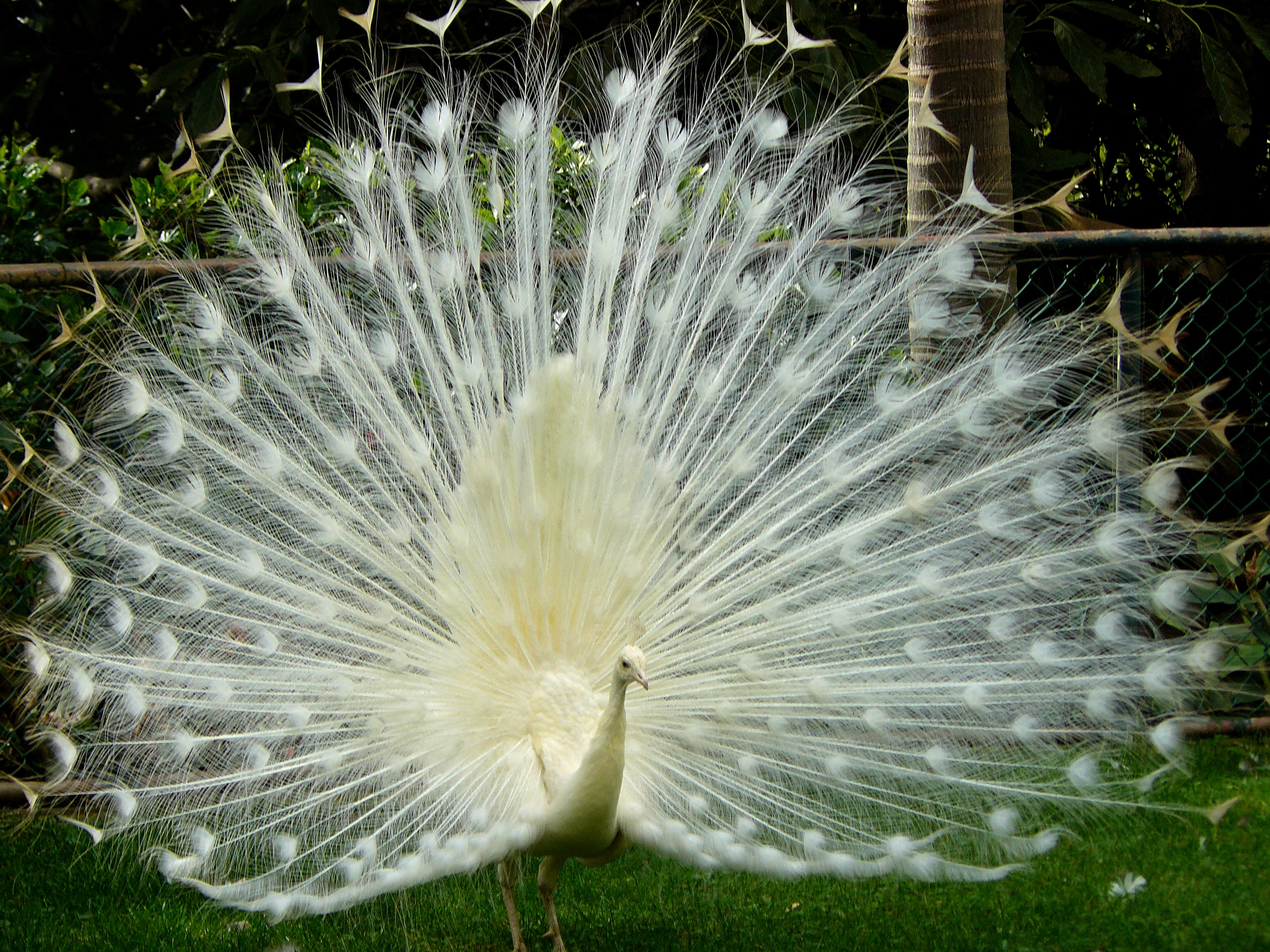
طاووس هندي مصاب بالبياض
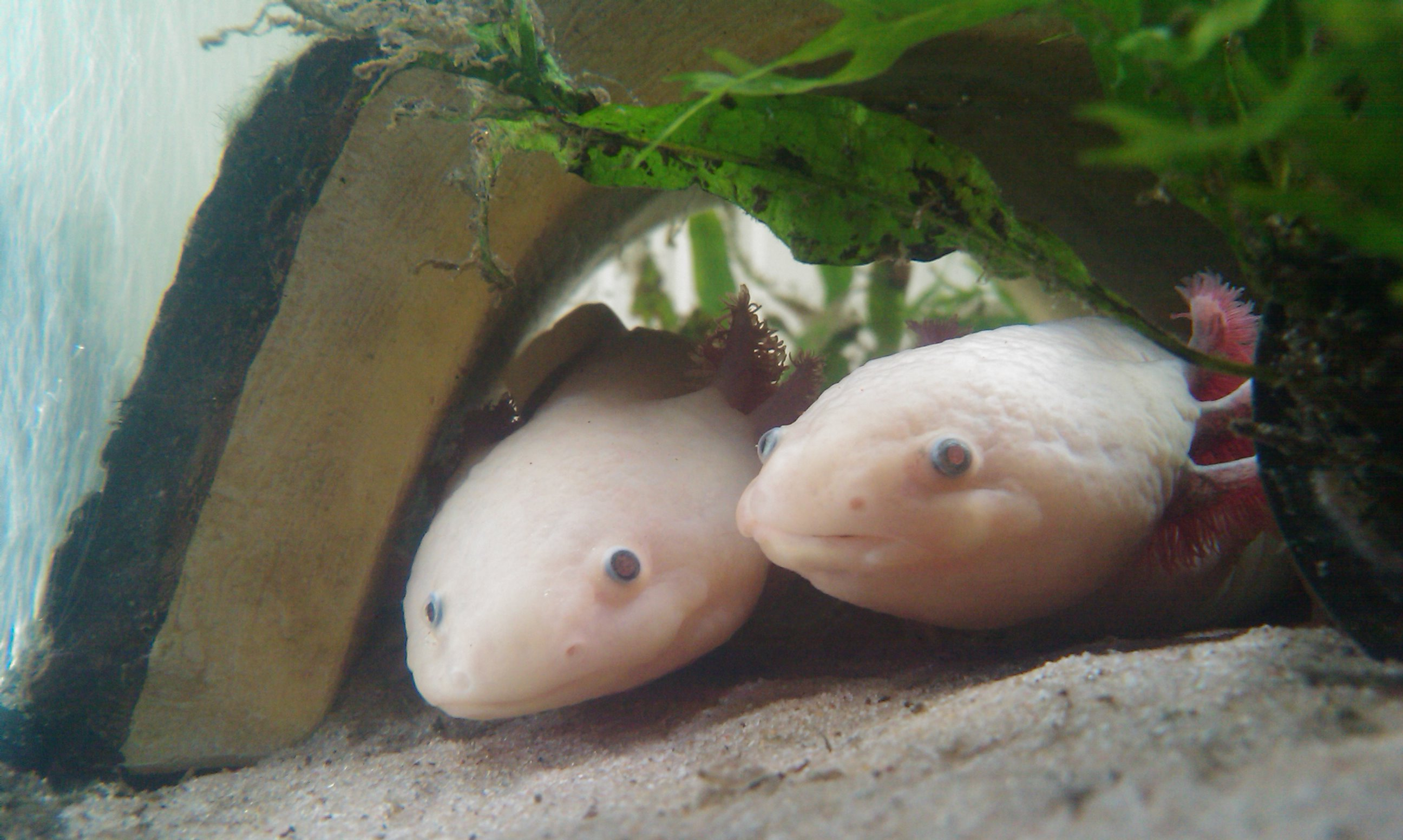
عفريت الماء مصاب بالبياض
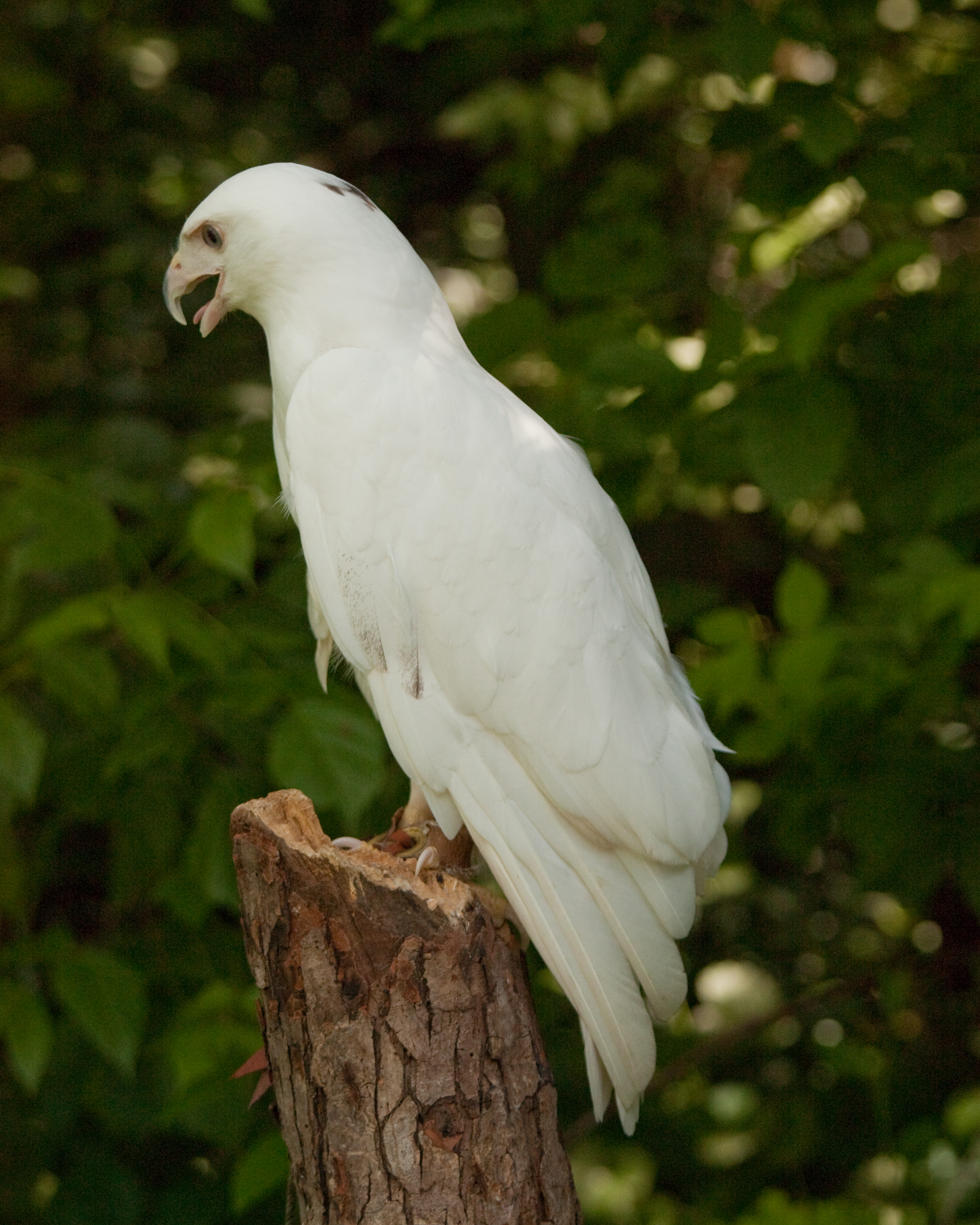
باز أحمر الذيل مصاب بالبياض
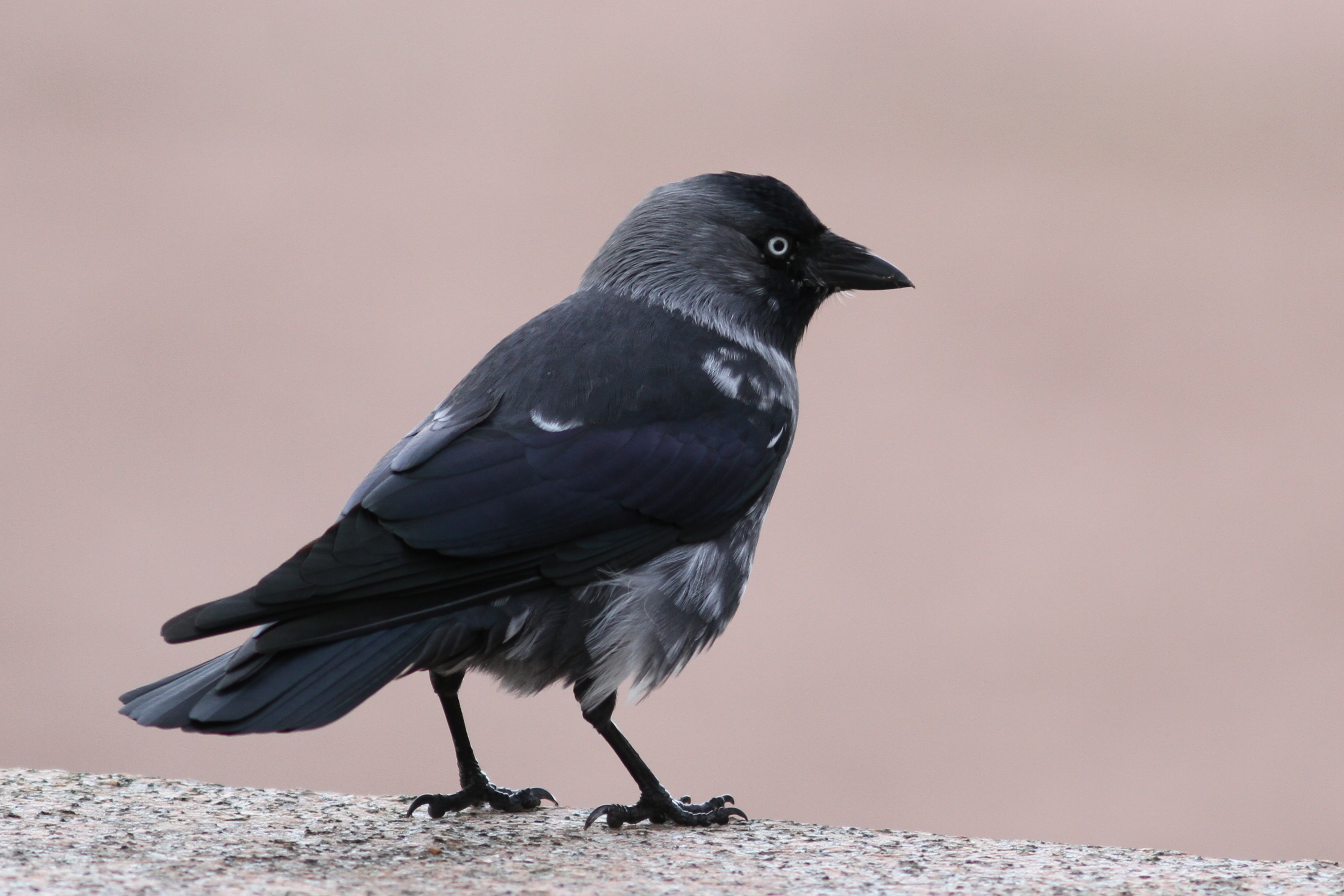
زاغ زرعي مصاب بالبياض في ناتالي (Naantali)، فنلندا
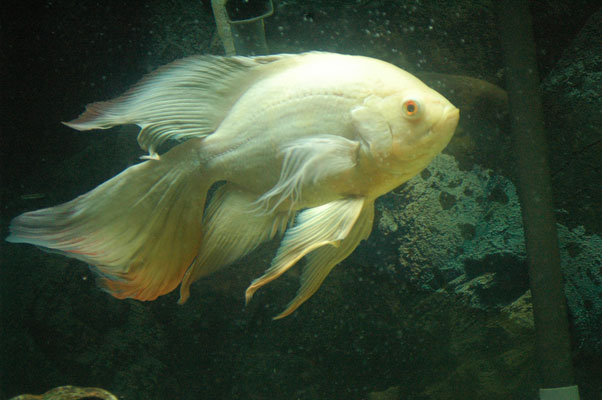
أوسكار طويل الزعانف مصاب بالبياض
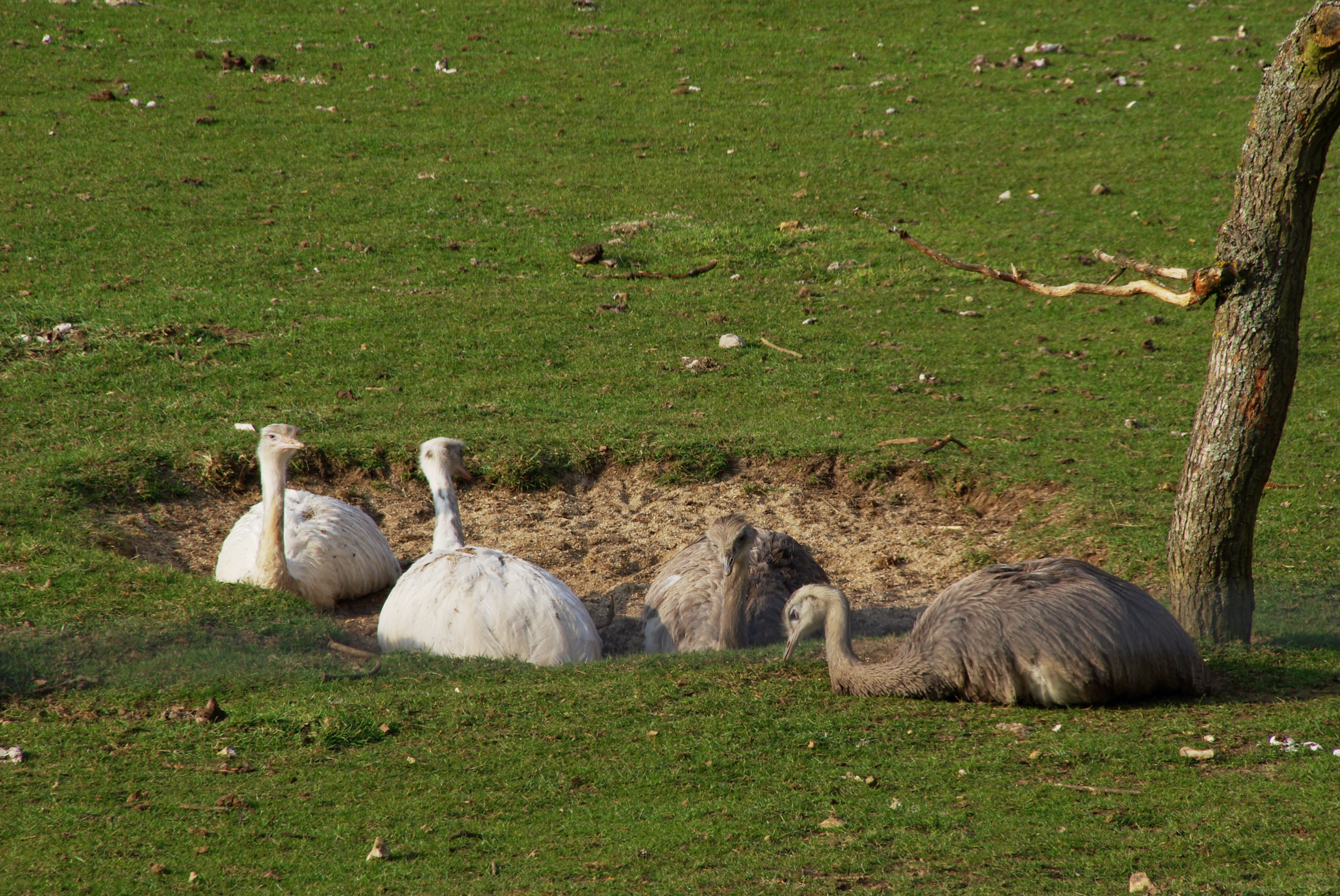
رية كبرى مصابة بالبياض
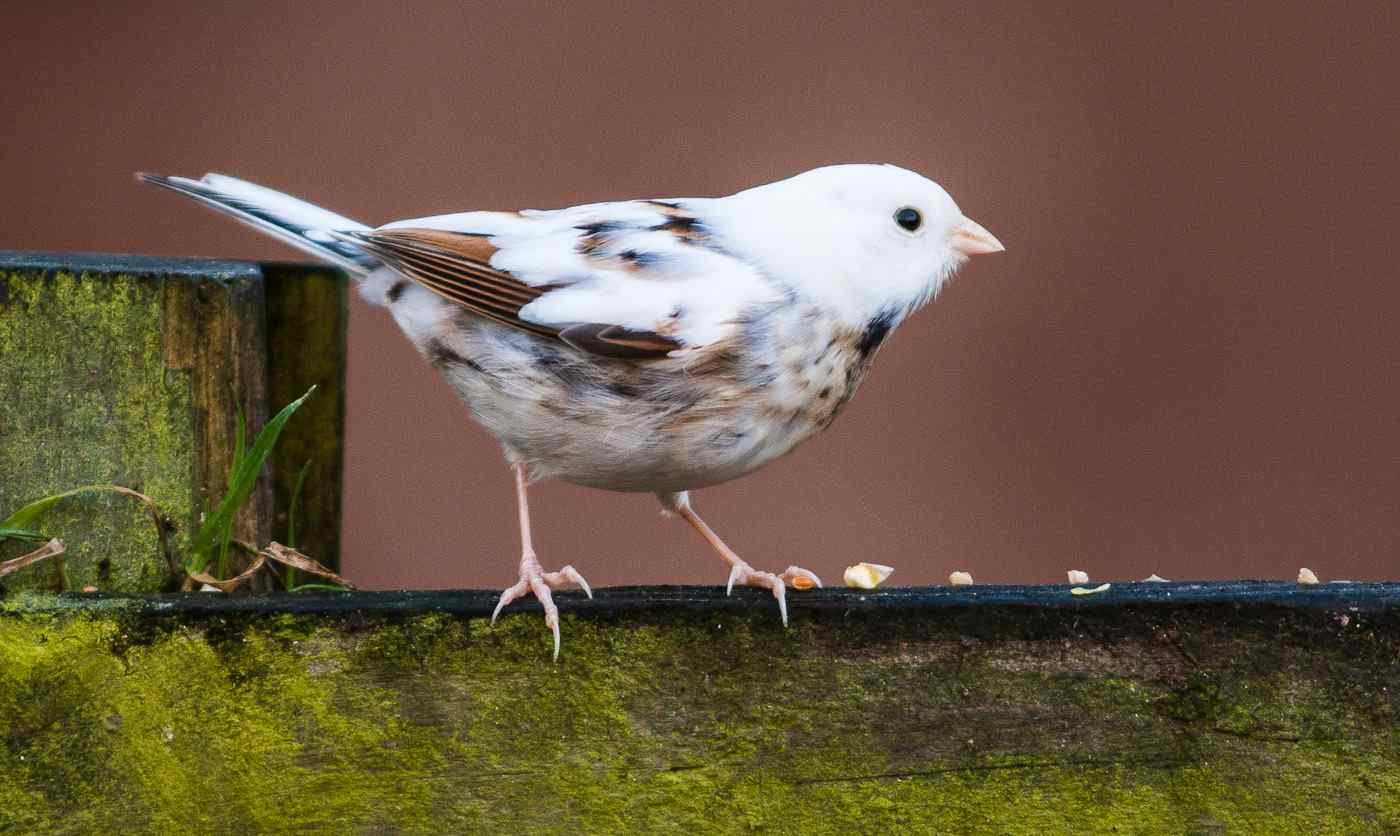
درسة الغاب مصابة بالبياض
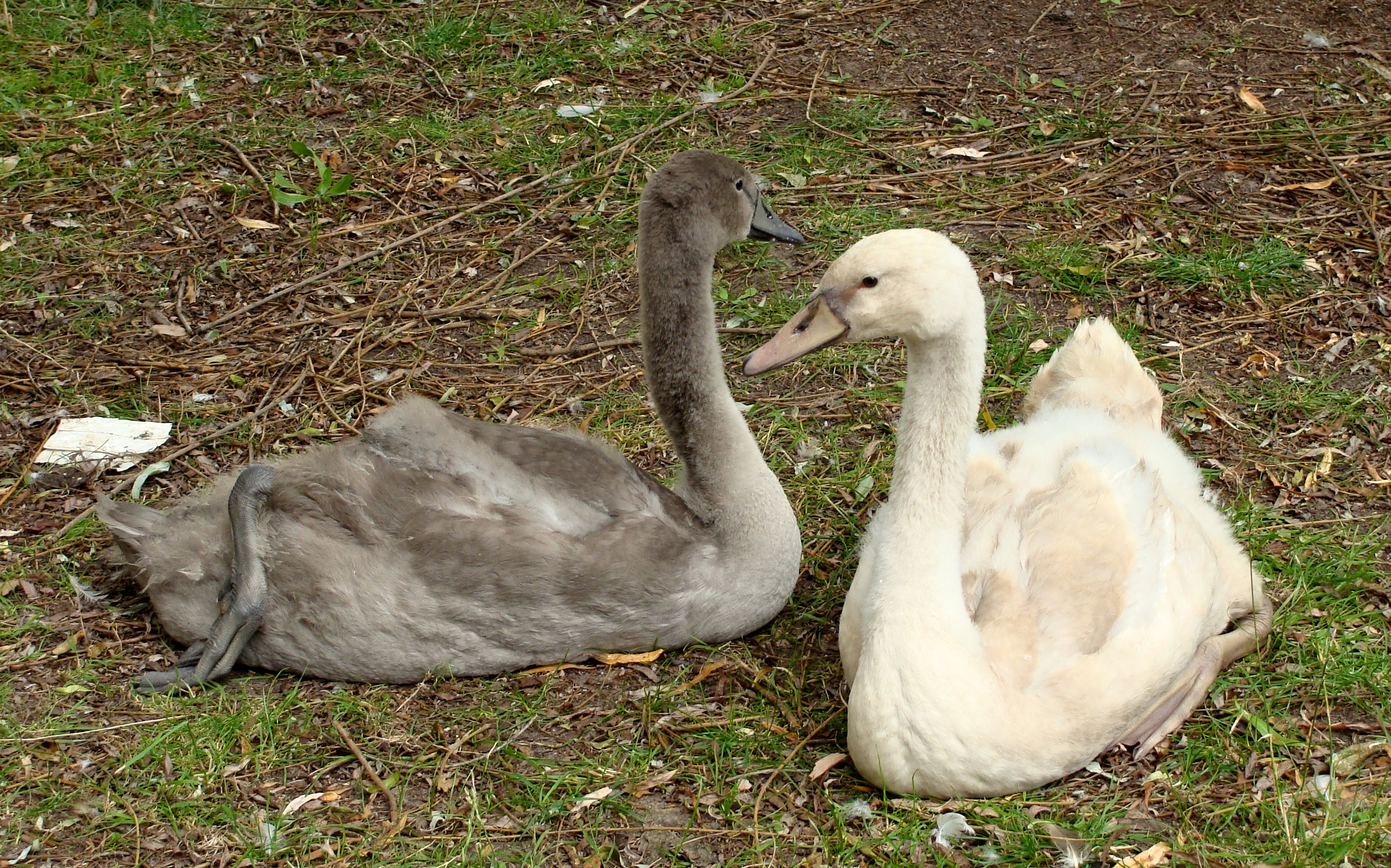
تم أخرس مصاب بالبياض
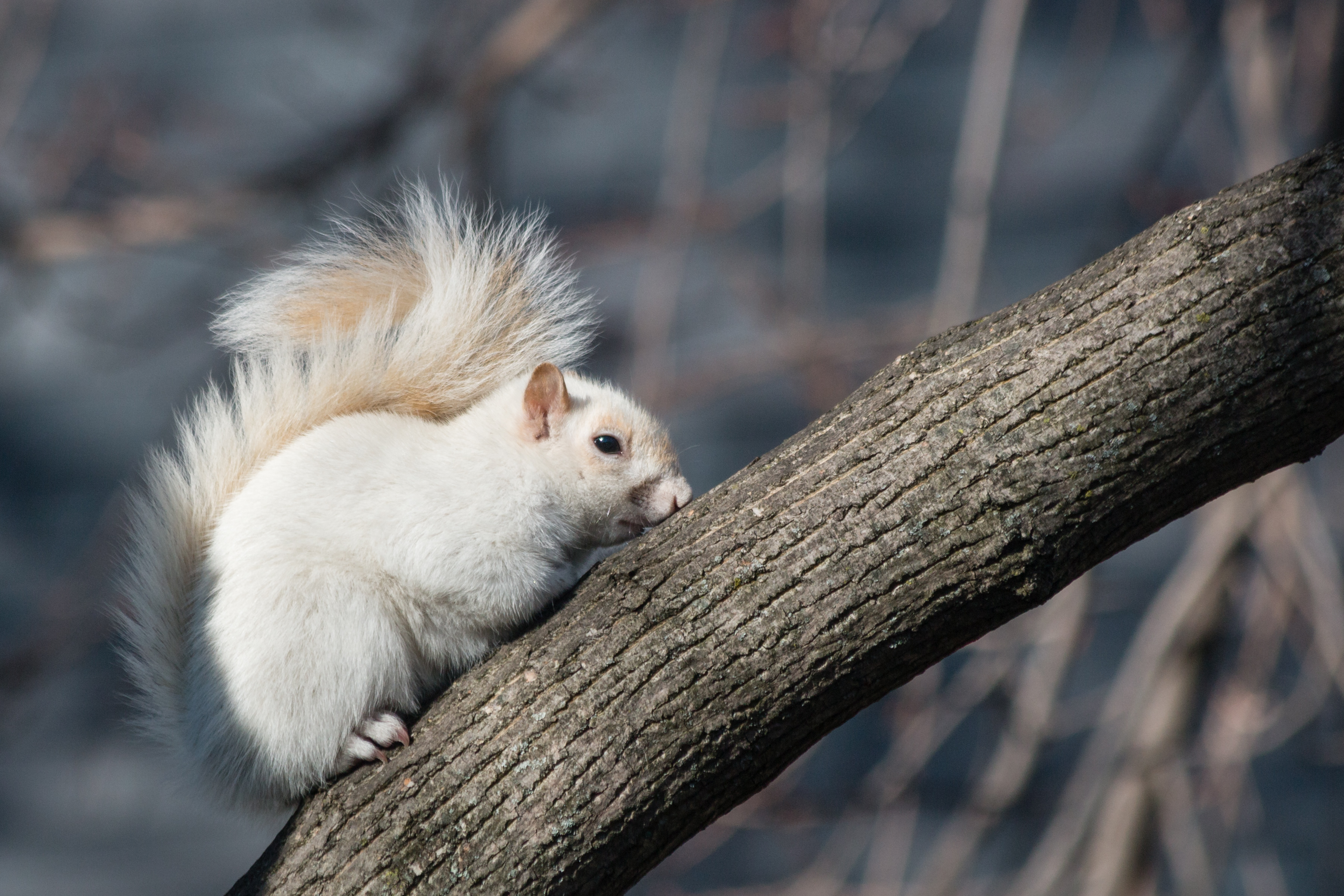
سنجاب مصاب بالبياض
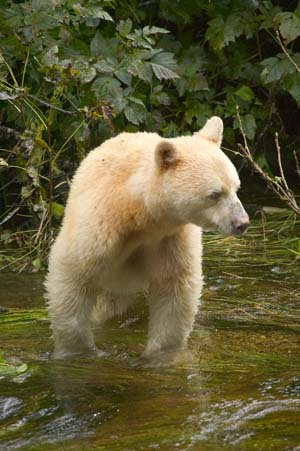
دب الكيرمود هو الدب الأسود الأمريكي المصاب بالبياض. يُوجد فقط في غابات كولومبيا البريطانية.
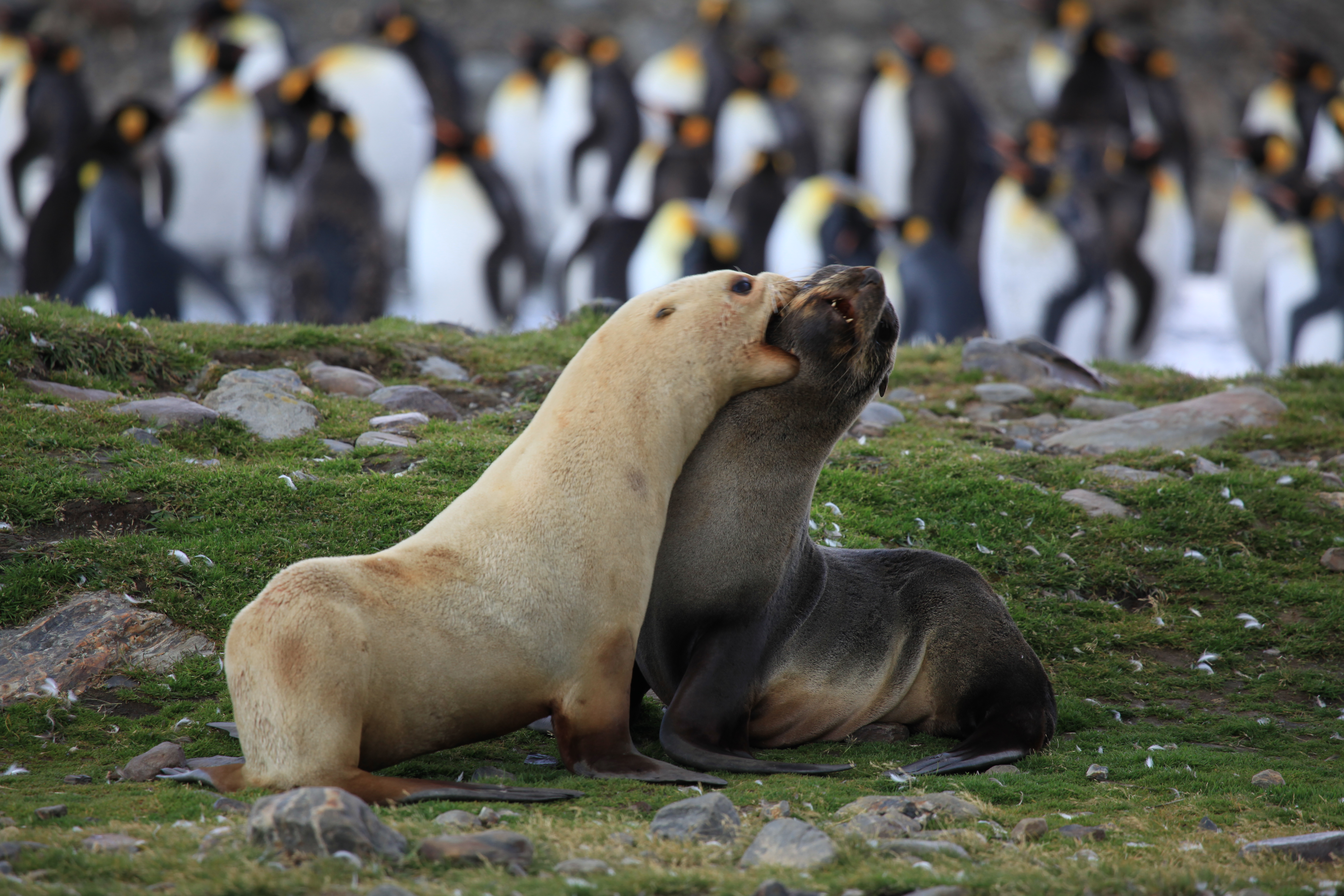
فقمة فراء القطب الجنوبي مصابة بالبياض